# Rybak Trzebież
Klub Sportowy Rybak Trzebież – trzebieski wielosekcyjny klub sportowy. Obecnie prowadzi jedynie sekcję piłkarską. W sezonie 2024/2025 występuje w klasie „A” (grupa zachodniopomorska II). W przeszłości zespół odnosił sukcesy w łucznictwie.

## Historia
Klub został założony w 1948 roku. Rybak przystąpił do rozgrywek klasy B, by po roku awansować ligę wyżej, do klasy A. Założycielami drużyny piłkarskiej byli: T.Ciesiołka, Stanisław Woźniak, H. Świerczyński. Klub reaktywowano 26 czerwca 1992 roku.
Sekcja łucznicza LZS „Rybak” została założona w 1955 jako jedyna w tej dyscyplinie sportu w ówczesnym województwie szczecińskim z inicjatywy Dionizego Michalczyka. W 1972 stała się częścią Chemika Police. Jej pierwszym znanym zawodnikiem był Teofil Chwaścikowski, który wystąpił w 1955 na mistrzostwach świata, zajmując indywidualnie 31. miejsce. Męska drużyna seniorów w składzie D. Michalczyk, A. Dobosz, H. Suchoń zdobyła w 1958 brązowy medal mistrzostw Polski seniorów w konkurencji Ł2B-2 (50+30). D. Poplak zdobyła brązowy medal w konkurencji 2ŁIV 2 x 30 na mistrzostwach Polski juniorek w 1962, a następnie złoty (w konkurencji 2ŁV 2 x 50) i srebrny (w konkurencji Ł2B-2 50 + 30) medal podczas mistrzostw Polski juniorek w 1964. Drużynowo juniorki (D. Poplak, T. Woźniak i J. Majewska) zdobyły brązowy medal na mistrzostwach Polski juniorek w 1963, juniorzy srebrny medal na mistrzostwach Polski juniorów w 1959 (w składzie Józef Szerszeń, Michał Towpycha, Marian Jarząbek) i 1967 (w składzie W. Borowczyk, Z. Miszewski, J. Wojtowicz). Danuta Kopala zwyciężyła w 1970 na Ogólnopolskich Igrzyskach Szkolnych. 
Trenowana przez Dionizego Michalczyka wychowanka klubu, łuczniczka Jadwiga Wilejto jako zawodniczka Rybaka została w 1971 indywidualną mistrzynią Polski, na mistrzostwach świata zdobyła złoty medal drużynowo i brązowy medal indywidualnie, a także poprawiła rekord świata na dystansie 60 metrów.
XII Międzynarodowe Mistrzostwa Polski Masters w łucznictwie odbyły się w Policach, a ich organizatorem był Klub Sportowy Rybak Trzebież.

## Stadion
Sekcja piłkarska domowe mecze rozgrywa na Obiekcie Sportowo-Rekreacyjnym w Trzebieży, Ośrodka Sportu i Rekreacji w Policach.
Wymiary boiska głównego wynoszą 80 × 120 m, a boiska bocznego 45 × 90 m. Pojemność trybun na głównym obiekcie wynosi 600 miejsc siedzących, oświetlenia brak.
Utrzymanie stadionu jest dofinansowane z budżetu miasta Police.

## Sukcesy

### Łucznictwo kobiet
- Awans do ekstraklasy w łucznictwie 1971[10]
- 1971 złoty medal mistrzostw świata drużynowo reprezentacji Polski z Jadwigą Wilejto w składzie[10]
- 1971 – brązowy medal mistrzostw świata Jadwigi Wilejto[10]

- 1971 – 60 m 322 pkt. (rekord świata)- Jadwigi Wilejto[10]